# Bataille de Mirebeau
Conflit entre Capétiens et Plantagenêts
Batailles
- Fréteval (1194)
- Gisors (1198)
- Châlus-Chabrol (1199)

- Mirebeau (1202)
- Château-Gaillard (1203-1204)
- Rouen (1204)

- Damme (navale) (1213)
- Damme (terrestre) (1213)
- La Roche-aux-Moines (1214)
- Bouvines (1214)

- Lincoln (1217)
- Douvres (1217)
- Sandwich (1217)

- La Rochelle (1224)

- Taillebourg (1242)

La bataille de Mirebeau se déroule le 1er août 1202 et oppose l'alliance entre la Maison de Lusignan et le Duché de Bretagne et le Royaume d'Angleterre.
À l'issue de cette bataille, le roi Jean Sans Terre remporta la victoire. Cependant, elle marque le début de l'invasion française de la Normandie par le roi de France Philippe Auguste afin de conquérir les possessions continentales anglaises.

## Contexte
Après la mort de Richard Coeur de Lion, roi d'Angleterre, à Châlus, le 6 avril 1199, sans héritier légitime, deux nobles prétendaient au trône de l'Empire angevin : d'un côté, Jean, le frère du défunt roi, dont la prétention reposait sur le fait d'être le seul fils survivant d'Henri II d'Angleterre, et de l'autre Arthur Ier de Bretagne, qui revendiquait le trône en tant que fils de Geoffroy II de Bretagne, décédé en 1186, frère cadet de Richard et frère ainé de Jean.
Bien que Richard semblait avoir reconnu Jean comme son héritiger légitime dans les dernières années avant sa mort, le droit médiéval donnait peu d'indications sur la manière dont les revendications concurrentes devaient être tranchées. Cette affaire juridique était d'autant moins évidente que la loi normande favorisait Jean en tant que fils du roi Henri II, tandis que la loi angevine favorisait Arthur en tant que descendant de l'aîné de Jean.
Le choix, qui revint à la reine Aliénor d'Aquitaine, fut celui de Jean, soutenu par la majeure partie de la noblesse anglaise et normande, qui est finalement couronné roi d'Angleterre et duc de Normandie à l'abbaye de Westminster le 27 mai 1199.
Soutenu par les nobles d'Anjou, du Maine et de Touraine, qui refusent cette situation en évoquant le droit angevin,, Arthur se met sous la garde du roi de France Philippe Auguste. Celui-ci reconnaît la légitimité de Jean Sans Terre, lors du traité de paix du Goulet en mai 1200. Cependant, restant déterminé à diviser les territoires angevins, il rompt la paix en avril 1202 et mène une campagne militaire contre les possessions anglaises à laquelle se joint Arthur. Ce dernier, alors âgé de 15 ans, après avoir été proclamé par le roi de France, comte d'Anjou, du Maine, de Touraine et de Poitou, se voit chargé d'aller en conséquence s'emparer de ces territoires.
Dans le même temps, Jean Sans Terre, épousa Isabelle d'Angoulême en août 1200, dont les terres étaient une voie de communication stratégique entre le Poitou et la Gascogne, renforçant son emprise sur l'Aquitaine.
Cependant, Isabelle était déjà fiancée à Hugues de Lusignan, membre important d'une famille noble clé du Poitou et frère de Raoul de Lusignan, comte d'Eu, qui possédait des terres le long de la frontière orientale de la Normandie. Ainsi, ce mariage menaçait les intérêts de la Maison de Lusignan dont les propres terres constituaient alors la route principale pour les marchandises et les troupes royales en Aquitaine. Sans compensation, la Maison de Lusignan se souleva contre Jean mais ce soulèvement fut écrasé par ce dernier. Cependant, si Jean était comte de Poitou et donc seigneur féodal des Lusignan, celui-ci était aussi vassal du roi de France qu'auprès duquel ils firent appel. Les relations féodales entre Philippe et Jean s'effritèrent jusqu'à aboutir à une nouvelle guerre dans laquelle les Lusignan prirent donc aussi part.

## Déroulé
Le territoire occupé par Jean se caractérisait par un important potentiel, dû à la présence de châteaux, comme Château Gaillard, établis à des points stratégiques, et construits et entretenus à grands frais,. Cette situation rendait difficile pour un potentiel envahisseur d'y avancer sans avoir capturé ces fortifications qui ralentissent la progression de toute armée. Cependant, ce territoire était grandement menacé par les armées d'Arthur et de Lusignan qui remontaient la vallée de la Loire vers Angers et par les forces de Philippe qui descendaient la vallée vers Tours.
Jean adopta une posture défensive en évitant les combats ouverts et défendit soigneusement ses châteaux clés. Les opérations de Jean devinrent cependant plus compliquées à mesure que la campagne se déroulait et que les armées du roi de France progressait vers l'Est.
En juillet, les forces d'Arthur et des Lusignan se trouvaient aux portes du château de Mirebeau, où se trouvait Aliénor d'Aquitaine. Jean, accompagné de Guilaume de Roches, sénéchal en Anjou, dirigant son armée vers le sud pour protéger le château. Cette action surprît les forces d'Arthur qui furent défaites et ce dernier capturer. Il est possible que Aliénor de Bretagne, soeur aînée d'Arthur, qui pouvait avoir une prétention au trône d'Angleterre, ait été également capturée au cours de la bataille.
Les armées de Philippe, dans le même temps, voyant son flanc sud s'affaiblir, fut contraint de se replier à l'est et de se diriger vers le sud pour contenir l'armée de Jean.

## Conséquences
Jean a remporté la victoire sur Arthur, qui fut probablement assassiné à une date indeterminée, et la Maison de Lusignan, et a assuré son trône en éliminant les prétendants concurrents, mettant fin à la ligne de succession de Geoffroy Plantagenêt.
Cependant, cet épisode qui conduisit à la chute d'Arthur de Bretagne amena les comtes locaux d'Anjou et de Poitou à lui retirer leur soutien.
Enfin, si une victoire avait été remportée, la guerre n'était pas terminée et le roi de France, Philippe II, avec l'appui des comtes locaux, continuait d'avancer progressivement, assiégeant les châteaux qui constituaient sa ligne de défense. Cette avancée culmina avec le siège de Château-Gaillard en 1203-1204 qui marque la fin de la guerre et la victoire de Philippe II.